# Haha-jima
Pour les articles homonymes, voir Haha.

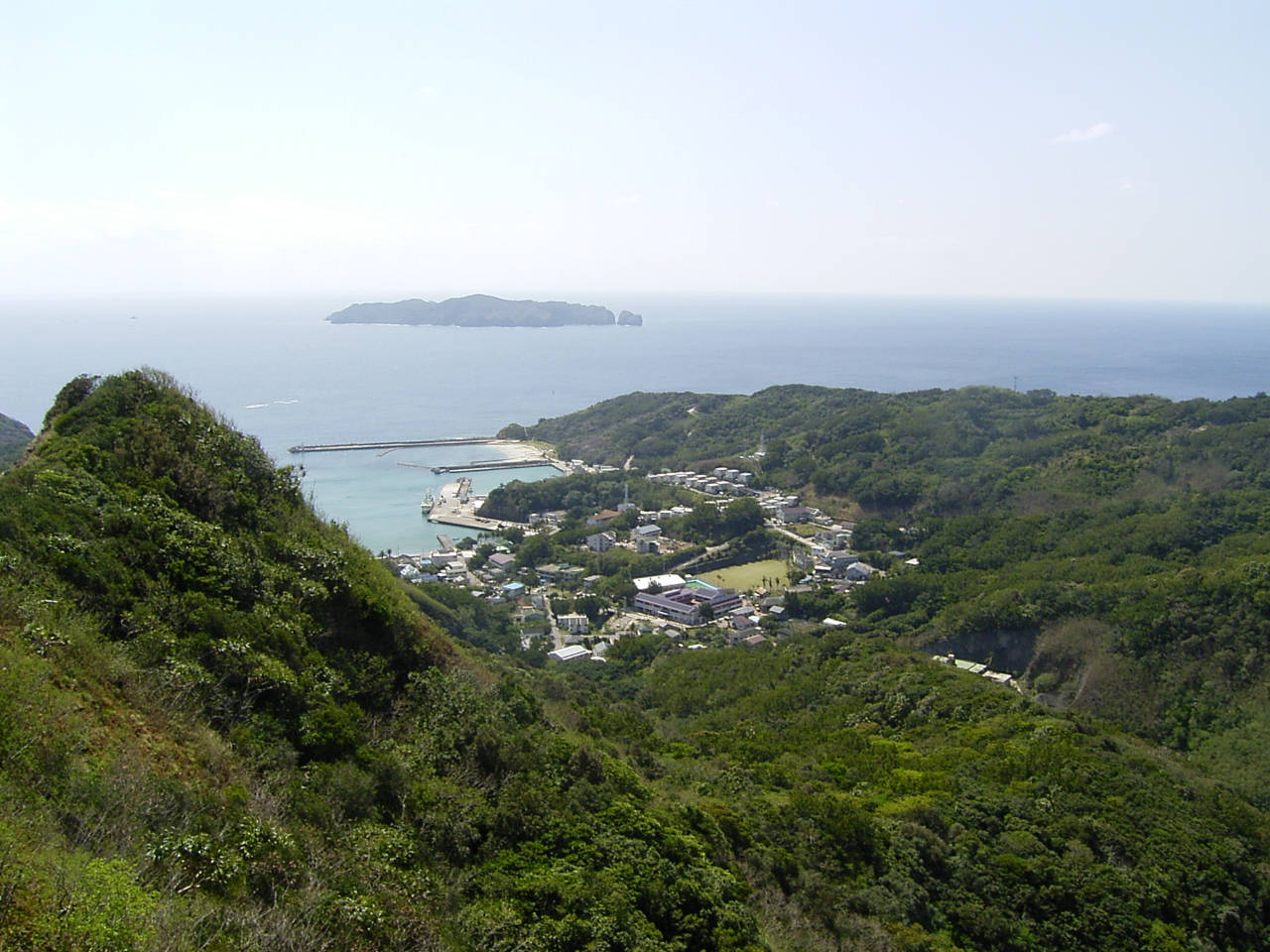
Vue depuis un sommet de l'île.

L'île Haha (母島, Hahajima, litt. « île Mère ») est une île du Japon faisant partie de l'archipel d'Ogasawara (sous-préfecture d'Ogasawara de Tokyo). L'île a une superficie de 20,21 km2. En 2009, elle abritait 450 habitants.